# Tercera División de Venezuela 2007-08
La Temporada 2007-08 de la Tercera División de Venezuela llamada Copa Carlos Benítez se inició el 15 de septiembre de 2007 y finalizó el 31 de mayo de 2008 con la participación de 23 equipos.

## Sistema de competición
Se disputa el Torneo Apertura y el Torneo Clausura con 4 grupos (Oriental, Central, Occidental y Centro Occidental), los primeros de cada grupo del Torneo Apertura recibirán 1 punto para el Torneo Clausura y los primeros de cada grupo del Torneo Clausura disputan la semifinal a doble partido el primero del Oriental contra el primero del Central y el primero del Occidental contra el primero del Centro Occidental y los ganadores disputan la final a doble partido, el campeón y subcampeón accede a la Segunda División B de Venezuela.

## Equipos participantes
Los equipos participantes en la Temporada 2007-08 de la Tercera División del Fútbol Venezolano son los siguientes:
| Grupo Oriental: - Minasoro FC, de El Callao - Fundación Cesarger FC, de Cumaná - Vencedores de Sucre, de Cumaná - Internacional de Anzoátegui, de Puerto La Cruz - Mineros de Guayana B, de Puerto Ordaz - Marineros de Margarita, de Porlamar |  | Grupo Central: - Academia San José, de Maracay - EF Montalbán, de Caracas - Universidad de Carabobo FC, de Valencia - Deportivo Colonia FC, de Los Teques - Deportivo Tuy, de Ocumare del Tuy - Liga Bolivariana FC, de Caracas |

| Grupo Occidental: - Atlético Córdoba, de Santa Ana del Táchira - EF Las Américas, de Mérida - Unión Atlético Lagunillas, de Lagunillas - Sur del Lago FC, de El Chivo, estado Zulia - Unión Deportivo Valera, de Valera - Rayo Zuliano FC, de Maracaibo |  | Grupo Centro Occidental: - Atlético Cojedes, de San Carlos - Guaros FC B, de Barquisimeto - Zamora Fútbol Club B, de Barinas - Llaneros de Guanare B, de Guanare - Portuguesa Fútbol Club B, de Acarigua |

## Torneo Apertura
El Torneo Apertura 2007 es el primer torneo de la temporada 2007-08 en la Tercera División de Venezuela

### Grupo Oriental
Leyenda: PTS (Puntos), J (Juegos), G (Ganados), E (Empatados), P (Perdidos), GF (Goles a Favor), GC (Goles en Contra), DG (Diferencia de Goles).
|   | Equipo                      | PTS | J  | G | E | P | GF | GC | DG  |
| - | --------------------------- | --- | -- | - | - | - | -- | -- | --- |
| 1 | Minasoro FC                 | 26  | 11 | 8 | 2 | 1 | 23 | 10 | +13 |
| 2 | Fundación Cesarger FC       | 22  | 12 | 6 | 4 | 2 | 21 | 13 | +8  |
| 3 | Vencedores de Sucre         | 20  | 12 | 5 | 5 | 2 | 28 | 12 | +16 |
| 4 | Mineros de Guayana B        | 18  | 12 | 5 | 3 | 4 | 21 | 20 | +1  |
| 5 | Marineros de Margarita      | 5   | 12 | 1 | 2 | 9 | 8  | 32 | -24 |
| 6 | Internacional de Anzoátegui | 4   | 11 | 0 | 4 | 7 | 13 | 27 | -14 |

### Grupo Central
|   | Equipo                     | PTS | J  | G | E | P  | GF | GC | DG  |
| - | -------------------------- | --- | -- | - | - | -- | -- | -- | --- |
| 1 | Universidad de Carabobo FC | 23  | 11 | 7 | 2 | 2  | 22 | 11 | +11 |
| 2 | Academia San José          | 22  | 12 | 6 | 4 | 2  | 25 | 12 | +13 |
| 3 | EF Montalbán               | 19  | 12 | 5 | 4 | 3  | 22 | 12 | +10 |
| 4 | Deportivo Tuy              | 17  | 12 | 5 | 2 | 5  | 20 | 20 | 0   |
| 5 | Liga Bolivariana FC        | 16  | 12 | 4 | 4 | 4  | 23 | 14 | +9  |
| 6 | Deportivo Colonia FC       | 0   | 11 | 0 | 0 | 11 | 4  | 47 | -43 |

### Grupo Occidental
|   | Equipo                    | PTS | J  | G | E | P  | GF | GC | DG  |
| - | ------------------------- | --- | -- | - | - | -- | -- | -- | --- |
| 1 | Unión Atlético Lagunillas | 29  | 12 | 9 | 2 | 1  | 23 | 9  | +14 |
| 2 | EF Las Américas           | 21  | 12 | 5 | 6 | 1  | 25 | 17 | +8  |
| 3 | Atlético Córdoba          | 17  | 12 | 4 | 5 | 3  | 16 | 13 | +3  |
| 4 | Sur del Lago FC           | 16  | 12 | 4 | 4 | 4  | 20 | 16 | +4  |
| 5 | Rayo Zuliano FC           | 10  | 12 | 2 | 4 | 6  | 9  | 16 | -7  |
| 6 | Unión Deportivo Valera    | 4   | 12 | 1 | 1 | 10 | 8  | 30 | -22 |

### Grupo Centro Occidental
|   | Equipo                | PTS | J  | G | E | P | GF | GC | DG  |
| - | --------------------- | --- | -- | - | - | - | -- | -- | --- |
| 1 | Portuguesa FC B       | 24  | 10 | 8 | 0 | 2 | 18 | 8  | +10 |
| 2 | Zamora FC B           | 16  | 10 | 5 | 1 | 4 | 13 | 11 | +2  |
| 3 | Atlético Cojedes      | 14  | 10 | 4 | 2 | 4 | 11 | 12 | -1  |
| 4 | Llaneros de Guanare B | 10  | 10 | 3 | 1 | 6 | 9  | 14 | -5  |
| 5 | Guaros de Lara FC B   | 4   | 8  | 0 | 4 | 4 | 6  | 12 | -6  |

## Torneo Clausura
El Torneo Clausura 2008 es el segundo torneo de la temporada 2007-08 en la Tercera División de Venezuela

### Grupo Oriental
|   | Equipo                      | PTS | J  | G | E | P | GF | GC | DG  |                      |
| - | --------------------------- | --- | -- | - | - | - | -- | -- | --- | -------------------- |
| 1 | Fundación Cesarger FC       | 26  | 12 | 8 | 2 | 2 | 33 | 14 | +19 | Asciende a Segunda B |
| 2 | Minasoro FC(*)              | 25  | 12 | 7 | 3 | 2 | 32 | 9  | +23 |                      |
| 3 | Mineros de Guayana B        | 15  | 12 | 4 | 3 | 5 | 24 | 20 | +4  |                      |
| 4 | Marineros de Margarita      | 15  | 12 | 4 | 3 | 5 | 15 | 18 | -3  |                      |
| 5 | Vencedores de Sucre         | 13  | 12 | 3 | 4 | 5 | 13 | 19 | -6  |                      |
| 6 | Internacional de Anzoátegui | 7   | 12 | 2 | 1 | 9 | 6  | 43 | -37 |                      |

- (*) 1 punto de bonificación por quedar de primero en su grupo en le Torneo Apertura.

### Grupo Central
|   | Equipo                        | PTS | J  | G | E | P | GF | GC | DG  |                      |
| - | ----------------------------- | --- | -- | - | - | - | -- | -- | --- | -------------------- |
| 1 | Academia San José             | 29  | 12 | 9 | 2 | 1 | 40 | 7  | +33 | Asciende a Segunda B |
| 2 | Universidad de Carabobo FC(*) | 26  | 12 | 7 | 4 | 1 | 26 | 9  | +17 |                      |
| 3 | EF Montalbán                  | 14  | 12 | 7 | 3 | 2 | 18 | 10 | +8  |                      |
| 4 | Deportivo Tuy                 | 10  | 12 | 2 | 4 | 6 | 21 | 21 | 0   |                      |
| 5 | Liga Bolivariana FC           | 7   | 12 | 2 | 1 | 9 | 13 | 27 | -14 |                      |
| 6 | Deportivo Colonia FC          | 5   | 12 | 1 | 2 | 9 | 11 | 55 | -44 |                      |

- (*) 1 punto de bonificación por quedar de primero en su grupo en le Torneo Apertura.

### Grupo Occidental
|   | Equipo                        | PTS | J  | G | E | P | GF | GC | DG  |                      |
| - | ----------------------------- | --- | -- | - | - | - | -- | -- | --- | -------------------- |
| 1 | Unión Atlético Lagunillas (*) | 20  | 10 | 5 | 4 | 1 | 22 | 8  | +14 | Asciende a Segunda B |
| 2 | Rayo Zuliano FC               | 17  | 10 | 5 | 2 | 3 | 16 | 13 | +3  |                      |
| 3 | EF Las Américas               | 15  | 10 | 4 | 3 | 3 | 23 | 14 | +9  |                      |
| 4 | Atlético Córdoba              | 13  | 8  | 3 | 4 | 1 | 18 | 10 | +8  |                      |
| 5 | Unión Deportivo Valera        | 1   | 10 | 0 | 1 | 9 | 8  | 42 | -34 |                      |
| 6 | Sur del Lago FC (**)          | 0   | 0  | 0 | 0 | 0 | 0  | 0  | 0   |                      |

- (*) 1 punto de bonificación por quedar de primero en su grupo en le Torneo Apertura.
- (**) Se retiró.

### Grupo Centro Occidental
|   | Equipo                | PTS | J  | G | E | P | GF | GC | DG |                      |
| - | --------------------- | --- | -- | - | - | - | -- | -- | -- | -------------------- |
| 1 | Guaros de Lara FC B   | 19  | 8  | 6 | 1 | 1 | 12 | 3  | +9 | Asciende a Segunda B |
| 2 | Atlético Cojedes      | 16  | 10 | 5 | 1 | 4 | 12 | 9  | +3 |                      |
| 3 | Llaneros de Guanare B | 14  | 10 | 4 | 2 | 4 | 16 | 21 | -5 |                      |
| 4 | Portuguesa FC B (*)   | 12  | 10 | 3 | 2 | 5 | 15 | 19 | -4 |                      |
| 5 | Zamora FC B           | 7   | 10 | 1 | 4 | 5 | 15 | 18 | -3 |                      |

- (*) 1 punto de bonificación por quedar de primero en su grupo en le Torneo Apertura.

## Semifinal
| 11 de mayo de 2008 | Guaros de Lara FC B | 1-1' | Unión Atlético Lagunillas |  |  |

| 18 de mayo de 2008 | Unión Atlético Lagunillas | 1-2' | Guaros de Lara FC B |  |  |

| 11 de mayo de 2008 | Fundación Cesarger FC | 1-1' | Academia San José |  |  |

| 18 de mayo de 2008 | Academia San José | 1-1 (4-5 p) | Fundación Cesarger FC |  |  |

## Final
| 24 de mayo de 2008 | Guaros de Lara FC B | 1-1' | Fundación Cesarger FC |  |  |

| 31 de mayo de 2008                                                                | Fundación Cesarger FC | 0-0' | Guaros de Lara FC B |  |  |
| Fundación Cesarger FC consigue su 1er título de la Tercera División de Venezuela. |                       |      |                     |  |  |

Fundación Cesarger FC

Campeón